# Dan Hawkins
Dan Hawkins, född 12 december 1976 i Lowestoft i England, är en brittisk gitarrist, låtskrivare och producent. Hawkins är mest känd för att ha varit medlem i The Darkness. Brodern Justin Hawkins var sångare och frontfigur i bandet, men lämnade gruppen 2006. Dan och resterande medlemmar bildade då ett nytt band, Stone Gods.

## Historia

### Unga år
Dan Hawkins föddes den 12 december 1976 som Daniel Francis Hawkins i Lowestoft i England. Han hade då en äldre bror, Justin (sång/gitarr i The Darkness) och fick sedan en syster (Suzie). När han var åtta år gammal började han spela trummor. Han gick på Kirkley High School, där han träffade Ed Graham (trummis i The Darkness). Senare bestämde han sig för att börja spela gitarr. Han är helt självlärd och kan inte spela efter noter.
Dan var också en väldigt lovande fotbollsspelare, men vid 15 års ålder skadade han knäsenan och lade då ner fotbollskarriären. När han var 16 år hoppade han av skolan och bildade ett band som hette Vital Signs. Dan var då sångare och brodern Justin var gitarrist. Vid 17 års ålder flyttade Dan till London och gick med i ett band, men stod snart ensam kvar i bandet efter att ha sparkat övriga medlemmar. Hawkins fick senare jobb som studiomusiker och arbetade tillsammans med bl.a. Natalie Imbruglia.
Han satte in en annons i en musiktidning där han letade musiker och fick svar från en basist från Skottland, Frankie Poullain. Dan och Justin bodde nu tillsammans i en lägenhet i London och började jamma med Frankie och Ed. De bildade bandet Empire, där Dan spelade gitarr och sjöng medan Justin fick spela keyboard. Succén uteblev och bröderna Hawkins flyttade tillbaka till Lowestoft.

### The Darkness (2000 – 2006)

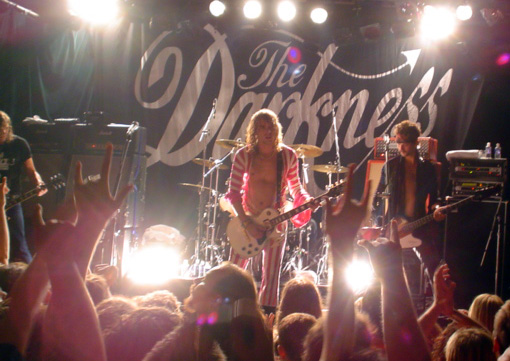
The Darkness live, 2004.

Natten till år 2000 var bröderna på sin fasters pub med släkten. När Queens Bohemian Rhapsody hördes på karaoke-maskinen började Justin dansa omkring som en galning, han sjöng dock inte någonting, och det var då Dan kom på att hans bror borde vara frontman i ett band. Då bildades The Darkness.
2003 släppte bandet sitt debutalbum Permission to Land som blev listetta på den brittiska albumlistan. The Darkness hann också med att släppa albumet One Way Ticket to Hell ...and Back innan Justin Hawkins lämnade bandet på grund av drogmissbruk.

### Stone Gods (2006 – )

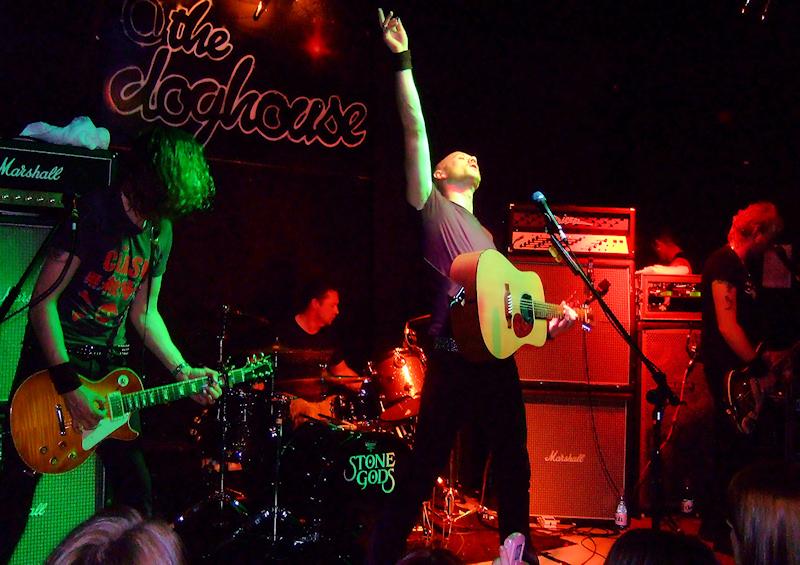
Stone Gods live i Dundee.

Efter att brodern Justin lämnat The Darkness bestämde sig resterande medlemmar att bilda ett nytt band. Richie Edwards, som tidigare var basist i The Darkness tog nu över rollen som vokalist och gitarrist, samtidigt rekryterades Toby MacFarlaine som basist. 

## Diskografi

### The Darkness
- 2003 – Permission to Land
- 2005 – One Way Ticket to Hell ...and Back

### Stone Gods
- 2008 – Silver Spoons & Broken Bones